# Juan Francisco Pérez Llorca
Juan Francisco Pérez Llorca (n. 1976) és un empresari i polític valencià, alcalde de Finestrat (la Marina Baixa) des de 2015 i diputat a les Corts Valencianes en l'XI Legislatura. És també secretari general del Partit Popular de la Comunitat Valenciana (PPCV) des del 2023 i síndic del Grup Popular a les Corts Valencianes des del 2024.
Militant del PPCV des del 2003 quan és elegit regidor de l'Ajuntament de Finestrat per primera vegada, en aquesta legislatura a l'oposició. En la següent convocatòria electoral el seu partit aconsegueix l'alcaldia i Pérez Llorca esdevé responsable d'urbanisme del govern presidit per Honorato Algado a qui substituirà al capdavant del partit i de l'ajuntament a partir de 2015. En aquest mateix any és elegit diputat provincial a la Diputació d'Alacant, càrrec que repeteix el 2019 amb el president provincial Carlos Mazón.
Orgànicament, ascendeix a coordinador provincial de la mà del llavors líder provincial del partit Carlos Mazón. Amb l'arribada d'aquest al lideratge del PPCV el juliol del 2021, Juan Francisco Pérez Llorca també fa el salt a l'executiva regional com a vicesecretari d'organització i amb la victòria a les eleccions a les Corts Valencianes de 2023 és nomenat secretari general del partit. En aquestes eleccions també va resultar elegit diputat per la circumscripció d'Alacant i síndic adjunt del grup parlamentari popular a les Corts. El juliol del 2024, a conseqüència de la reestructuració del Consell, fou designat síndic-portaveu del Grup Popular a les Corts Valencianes en substitució de Miguel Barrachina, que passava a ocupar la conselleria d'Agricultura, Ramaderia i Pesca.